# 金沢知樹
金沢 知樹（かなざわ ともき、1974年1月1日 - ）は、日本の脚本家・演出家・構成作家・俳優・元お笑い芸人である。長崎県出身。福岡県福岡市在住。

## 経歴
とんねるずのラジオ番組のハガキ職人を経て、お笑い芸人としてデビュー。同期にゴリけんがおり、ゴリけん曰く「永遠のライバル」だという。
後に、フジテレビの『あいのり』に「金ちゃん」として出演。当時ホテルでアルバイトしていたという理由から芸人ではなく「ホテルマン」の肩書だった。同番組での帰国後、人気者にはなれたものの表舞台に出るのは向いていないと感じるようになり、堀内健（ネプチューン）の紹介で裏方に転向。様々なバラエティ番組に構成作家として参加する。
2003年、お笑い芸人数名と共に「劇団K助」を旗揚げ。主宰を務める。
2008年、舞台『部屋と僕と弟のはなし』で文芸社ビジュアルアート「星の戯曲賞」準グランプリを受賞。
2014年、脚本を担当した短編映画『半分ノ世界』（監督/斎藤工）がアメリカの国際エミー賞・最終候補にノミネート。
2016年、脚本を担当した映画『ガチ★星』監督/江口カン）がアジアフォーカス福岡国際映画祭にて上映。
雑誌『映画芸術』2018日本映画ベスト10にランクイン。（第10位）
2017年、『ゲームオブスローン』『SEX＆THE CITY』などで知られるHBOのホラードラマ『TATAMI』の脚本を執筆。この作品は昨年、スペインで開催されたシッチェス・カタロニア国際映画祭で上映。
2022年公開の映画『サバカン SABAKAN』にて映画初監督を務める。脚本は萩森淳と共同で執筆。
カレーの腕前はプロ並を自称。芸人をやめたときも一時カレー屋になることを考えていたという。

## 受賞歴
- 2008年7月 、脚本を担当したSETジェネレーション・ギャップ公演『部屋と僕と弟のはなし』が文芸社ビジュアルアート「星の戯曲賞」準グランプリ受賞。
- 2014年、脚本を担当した『半分ノ世界』セルビア日本交換映画祭「アイデンティティ賞」を受賞。
- 2020年、脚本を担当した福岡放送開局50周年スペシャルドラマ『天国からのラブソング』が、第57回「ギャラクシー賞」テレビ部門で奨励賞受賞。
- 2023年、脚本を担当したNETFLIX『サンクチュアリ -聖域-』が、Asian Academy Creative Awards2023でBEST SCREENPLAY(最優秀脚本賞)を受賞

## 主な作品

### 構成作家
- 笑う犬の発見（フジテレビ）
- 笑う犬の冒険（フジテレビ）
- 笑う犬の情熱（フジテレビ）
- COMBAT（フジテレビ）
- 笑学六年生（BSフジ）
- ちゃんねぷ（テレビ朝日）
- アウトオブオーダー（テレビ朝日）
- 元祖!でぶや（テレビ東京）
- セブン-イレブンサタデースペシャル ゴッドアフタヌーン アッコのいいかげんに1000回（ニッポン放送）

### 映像脚本
- URAKARA（2011年、テレビ東京）
- ショートピース、ショートピース2（2011年、フジテレビ）※出演/三宅裕司、遠藤憲一、大杉連、田中圭ほか
- 湊かなえ『境遇』原作オリジナルストーリー（2012年）
- 半分ノ世界（2014年、斎藤工初監督作品、短編映画）
- カサネ (テレビドラマ)（2015年、テレビ東京）※主演/高城亜樹、遠藤雄弥
- シメシ（2015年、MBS、TBS）※主演/村上淳
- BARレモン・ハート SEASON2 第9話 (2016年5月30日、BSフジ)
- TATAMI（2017年、HBO、斎藤工監督）※主演/北村一輝
- ガチ★星（2018年、江口カン監督）
- 裏切り（2018年8月26日、YouTube、水溜りボンド）
- Life in a Box（2019年、HBO）『folklore』内の一編　※主演/安田顕
- FBS福岡放送開局50周年スペシャルドラマ『天国からのラブソング』（2020年3月15日・福岡放送、3月20日・BS日テレ）※ いとう菜のはと共同脚本。
- 半沢直樹（2020年、TBS）
- サバカン SABAKAN（2022年8月19日公開/配給：キノフィルムズ）- 兼・監督
- 新・信長公記〜クラスメイトは戦国武将〜（2022年、読売テレビ・日本テレビ）
- サンクチュアリ -聖域-（2023年5月4日、Netflix、江口カン監督）
- 闇バイト家族（2024年、テレビ東京）
- からかい上手の高木さん（2024年、TBS）
- そんな家族なら捨てちゃえば?（2024年、関西テレビ）
- 東京サラダボウル（2025年、NHK総合）
- クジャクのダンス、誰が見た?（2025年、TBS）

### 映像
- サルヴァトーレ・フェラガモ（Salvatore Ferragamo）のブランデッドフィルム「COLORFULL」脚本

### ラジオドラマ
- 春の声、春の歌（2017年）※主演/藤原さくら、斎藤工

- 半沢直樹　破れし者の物語（2020年）

### PV
- RAM WIRE『僕らの手には何もないけど』（2015年）原案協力、監督/城井文

※スペイン カタロニア国際アニメーション映画祭正式出品
- 大橋トリオ『Cherry Pie～PARODY～サリー』（2015年）脚本

### 舞台脚本・演出

#### 2002年、2003年
- ワタナベエンターテインメント　『OUT OF ORDER』（2002年～2003年）脚本
- 劇団K助　旗揚げ公演『ヤマトタケルの面々』（2003年・新宿シアターモリエール）脚本

#### 2004年
- 劇団K助　第２回公演『ダーツの王様』（デュオステージBBS）脚本・出演
- 劇団K助　第3回公演『亀岳郵便局物語』（デュオステージ物語）脚本・出演
- 劇団K助　第4回公演『決戦は金曜日!!の同窓会』（2004年・シアターモリエール）演出・出演

#### 2005年
- 宝映テレビプロダクション・プロデュース公演　『トウキョウラジヲ』脚本

#### 2006年
- 劇団K助　第5回公演『部屋と僕と弟の話』（千本桜ホール）脚本・演出・出演
- 劇団K助　第6回公演『HOME SWEET HOME』（中目黒ウッディシアター）脚本・演出・出演

#### 2007年
- 劇団K助　第7回公演『君がくれたオレンジ色の嘘』（銀座小劇場）脚本・演出・出演
- 劇団†勇壮淑女　『新装開店危機三発！BAR黒髭』（シアターVアカサカ）脚本・演出
- 劇団K助　第8回公演『スクエアなヒトビト』（中目黒ウッディシアター）脚本・演出・出演

#### 2008年
- 劇団K助　第9回公演『ステージ』（中目黒ウッディシアター）脚本・演出・出演
- SETジェネレーション･ギャップ　『部屋と僕と弟のはなし』（シアターグリーンBOXinBOX）脚本
- 劇団K助　第10回公演『ナリスマス』（中目黒ウッディシアター）脚本・演出・出演

#### 2009年
- 劇団K助　第11回公演『オリマエ』（中目黒ウッディシアター）脚本・演出・出演
- SETジェネレーション･ギャップ　『ヤマトタケルの面々』（シアターグリーンBOX IN BOXシアター）脚本
- 劇団†勇壮淑女　『チキュウノミカタ（中目黒ウッディシアター）脚本・演出
- 劇団†勇壮淑女＆Kitty-Guys　『島においでよ』（中目黒ウッディシアター）脚本
- 劇ユニット乱-Run-旗揚げ公演『ラストネーム』（アイピット目白）脚本　※出演/斎藤工、福士誠治、波岡一喜、大竹浩一
- 劇団K助第12回公演『タマリ』（シアターグリーンBIG TREE THEATER）脚本・演出・出演※出演/川村陽介、松野太紀、皆口裕子、他

#### 2010年
- 劇団K助Presents『オムニー』『オムニー２』（野方区民ホール）脚本・演出
- 劇団スーパー・エキセントリック・シアター　『BARASHI』（赤坂RED THEATER）脚本
- 劇団K助　13回公演『PINK』（恵比寿・エコー劇場）脚本・演出・出演　※春海四方、松野太紀、皆口裕子、他
- 劇団†勇壮淑女　『ボンゴレロッソ』（中目黒ウッディシアター）演出
- 恵比寿学園男子部　(EBiDAN)『EBiDANの文化祭は文化のカヲリがまぁ～しないのだの巻』（恵比寿・エコー劇場）脚本・演出

- NAKED BOYZ　『ハマリマン』（新宿FACE）脚本
- 宝映テレビプロダクション・素顔♪音符　『ポンポン島』（アイピット目白）脚本・演出
- 劇団K助　第14回公演『ゼロイチ』（恵比寿・エコー劇場）脚本・演出・出演

#### 2011年
- *pnish*プロデュース　『パニックカフェ』（赤坂 RED/THEATER）演出　※出演/滝口幸広、赤澤燈、他
- 劇団K助　15回公演『ゴッドストーリー』（恵比寿・エコー劇場）脚本・演出・出演　※橋本淳、松野太紀、皆口裕子、他
- 劇団K助Presents公演『オムニー３』（野方区民ホール）脚本・演出
- 女々『こげた畳とゆれた尻』（千本桜ホール）脚本・演出
- 恵比寿学園男子部(EBiDAN)

『嵐の臨海学校!!波とケンカとエビダンは激アツキリン柄!!の巻』（恵比寿・エコー劇場）脚本・演出
- ルドビコ★another3　『ONEMAN』（サンモールスタジオ）脚本・演出
- 劇団K助Presents『オムニー４』（北沢タウンホール）脚本、演出
- 劇団たいしゅう小説家『オリナカ』（萬劇場）脚本・演出　※出演/野久保直樹、富田翔、他
- 劇団†勇壮淑女　『ゾビンとミルルのグルグルしたハナシ』（中野ザ・ポケット）脚本・演出　※出演/高梨臨、他
- 劇団K助　第16回公演『ウェデング＆ハプニング』（中野ザ・ポケット）脚本・演出・出演　※井澤克彦、松野太紀、皆口裕子、他

#### 2012年
- 劇団K助Presents公演『オムニー５』（野方区民ホール）脚本・演出
- 女々『ドブ恋』（千本桜ホール）脚本・演出
- 劇団たいしゅう小説家『WHO IS SUNDAYMAN』（萬劇場）脚本・演出　※出演/野久保直樹、他
- 劇団K助Presents『それいけユーコマン！』（中野ザ・ポケット）脚本・演出・出演　※出演/皆口裕子、松来未祐、松野太紀、他
- 劇団たいしゅう小説家10周年記念特別公演『五線紙の上のジェーン』（あうるすぽっと）脚本・演出　※出演/モト冬樹、浅利陽介、野久保直樹、秋山真太郎、・

#### 2013年
- 劇団K助 第17回公演『ステージ２０１３』（中野ザ・ポケット）脚本・演出・出演
- 『ONEMAN 2』（サンモールスタジオ）脚本・演出
- 劇団スーパー・エキセントリック・シアター本公演『スキャンダラス列島』（サンシャイン劇場）脚本　※出演/三宅裕司、小倉久寛、他
- 女々『ドブ恋２』（千本桜ホール）脚本・演出
- 劇団Ｏ次郎 『ウェディング＆ハプニング』（大阪・一心寺シアター倶楽）脚本・演出
- 朗読劇『タチヨミ 第0巻』（千本桜ホール）脚本　※主演／松野太紀、皆口裕子、高乃麗、山口勝平、他

#### 2014年
- 劇団Ｋ助Presents公演『オムニー６』（野方区民ホール）脚本・演出
- 劇ユニット乱- 『365000の空に浮かぶ月』（本多劇場）脚本　※出演/斎藤工、福士誠治、波岡一喜、大竹浩一
- 女々『ドブ恋３』（千本桜ホール）脚本・演出
- 朗読劇『タチヨミ 第１巻』（2014年、千本桜ホール）脚本　出演／三ツ矢雄二、皆口裕子、草尾毅、高乃麗、他

#### 2015年
- 女々『窒息』（千本桜ホール）脚本・演出
- 劇団Ｋ助 第19回公演『パックンちょ』（SPACE雜遊）脚本・演出・出演
- 女々『ドブ恋４』（千本桜ホール）脚本・演出
- 少女劇団いとをかし 第3回公演『シーパー』脚本・演出（川崎市アートセンターアルテリオ小劇場）
- 劇団スーパー・エキセントリック・シアター本公演『虹を渡る男たち』（サンシャイン劇場）脚本　※出演／三宅裕司. 小倉久寛、他
- 劇団Ｋ助Presents公演『オムニー７』（北沢タウンホール）脚本・演出
- 女々『ドブ恋5』（千本桜ホール）脚本・演出
- 劇団K助Presents『ステージⅡ』（シアターサンモール）脚本・総合演出

#### 2016年
- 朗読劇『タチヨミ 第2巻』（下北沢小劇場B1）脚本　※出演／松野太紀、高乃麗、皆口裕子、神田朱未、森田成、他
- 少女劇団いとをかし 第4回公演『シーパーREMAKE』（ラゾーナ川崎プラザソル）脚本・演出　※出演/ときめき宣伝部
- 女々『ウラワライ』（千本桜ホール）脚本
- 劇団Ｏ次郎『チチガハハ』（大阪ABCホール）脚本・演出
- 劇団Ｋ助Presents公演「ウェディング＆ハプニング」（中目黒ウッディシアター）脚本・総合演出・出演
- 女々『ドブ恋6』（千本桜ホール）脚本・演出
- 『ドブ恋７』（下北沢・小劇場 B1）脚本・演出　出演／いとうあさこ、鳥居みゆき、他
- 少女劇団いとをかし第５回公演『４６がくれた君のこえ〜夏〜』（川崎市アートセンターアルテリオ小劇場）脚本・演出
- 幽霊でもよかけん、会いたかとよ（下北沢 駅前劇場 ）脚本　※出演/貫地谷しほり、駿河太郎、渡辺 哲

#### 2017年
- 『桃山ビート・トライブ』（ EX THEATER ROPPONGI）脚本　※出演/宇宙Six・山本亮太、他、
- 女々『ドブ恋8』（千本桜ホール）脚本・演出・出演

#### 2018年
- TBSラジオ主催『エグ女』（CBGKシブゲキ！！）脚本・演出
- 山内惠介　東京・明治座　初座長公演『1963年 父の青春 僕はあの日の高校3年生』脚本
- 女々『ドブ恋9』（下北沢小劇場B1）脚本・演出・出演

#### 2019年
- 舞台『pink』（4月、CBGKシブゲキ！！）脚本・出演
- 女々『ドブ恋10』（5月、下北沢小劇場B1）脚本・演出・出演
- 野添義弘還暦記念公演『その夜、カレーライスができるまで』（6月、下北沢・OFF-OFFシアター）脚本・演出
- 劇団K助Presents　宮地大介生誕50周年記念公演『浜辺の劇団』（9月、下北沢小劇場B1）脚本・演出
- 舞台『部屋と僕と弟のはなし』（10月、中目黒ウッディシアター）脚本・演出
- 舞台『桃山ビート・トライブ　～再び、傾かん～』（2019年、EX THEATER ROPPONGI）脚本。※出演/宇宙Six・山本亮太＆原嘉孝W主演

#### 2020年
- 「体育教師たちの憂鬱」（4月3日（金）～19日（日）、 シアタートラム）作・演出出演：小宮有紗、加藤玲奈（AKB48） / 赤澤遼太郎、ゆっきー（キャン×キャン）、みなみかわ、未来 / 佐藤江梨子、羽場裕一 、他　　　※コロナのため中止

#### 2021年
- Do It Over第2回公演 舞台『オタカラ！』（川崎市アートセンターアルテリオ小劇場）脚本

#### 2024年
- 舞台『幽霊でもよかけん、会いたかとよ』（草月ホール）脚本・演出・出演[7]

### 映画

#### 2022年
- サバカン SABAKAN（8月19日公開/配給：キノフィルムズ）監督・脚本